# Maurice Level
Maurice Level (29 de agosto de 1875-15 de abril de 1926) fue un escritor francés de ficción y drama que se especializó en historias cortas de lo macabro que fueron impresas con regularidad en los periódicos de París y montadas como obras en el Teatro del Grand-Guignol, cuyo repertorio se basaba en obras naturalistas que enfatizaban la sangre y el gore. Fue uno de los escritores más destacados del género de ficción llamado "Conte Cruel" (historia cruel).

## Biografía
Nacido como Maurice Paul Loewel, primo de Marcel Schwob (sus madres son las dos hermanas del novelista Léon Cahun), Maurice Level estudió medicina, pero prefirió convertirse en periodista en el Journal (1901-1906, 1909-1921), en Le Monde illustré (1906-1913), en La Vie Parisienne (1917-1922) y en Le Matin (1908-1910, 1921-1924).[cita requerida]
Se casó con Jeanne Maréteux (hermana de la actriz Gabrielle Rosny y cuñada del actor Georges Desmoulins) el 3 de febrero de 1917. Su suegro Édouard Mareteux, artista dramático y pintor, hizo un retrato de Maurice Level en 1920.[cita requerida]
Aunque durante su carrera abordó casi todos los géneros literarios populares, se especializó en novela policiaca, literatura fantástica y de terror. Produce novelas, las más conocidas de las cuales son Lady Harrington y La ciudad de los ladrones, y numerosos cuentos, publicados en particular en Je sais tout, que a menudo se adaptan en su época en el Grand Guignol.[cita requerida]
Los críticos modernos consideran a Level como el heredero de Auguste Villiers de L'Isle-Adam y el simbolismo, o incluso de Guy de Maupassant en algunos aspectos, y de Edgar Allan Poe. Su innovación no fue buscar crear miedo y angustia con métodos antiguos, sino con fotografías, medicinas, noticias, en escenarios modernos.[cita requerida]
Traducido con éxito al inglés a partir de 1903 en los periódicos estadounidenses, su contemporáneo H. P. Lovecraft lo juzgó muy favorablemente en 1927. La publicación de su colección Crisis, Tales of Mystery and Horror (1920) en Londres y Nueva York, traducida por Alys Eyre Macklin, le dio una reputación en la lengua inglesa que perdura hasta el día de hoy, especialmente por sus traducciones en la revista Weird Tales.[cita requerida]
Muchas de sus historias han sido traducidas al inglés para los periódicos estadounidenses desde 1903, especialmente su cuento «El recaudador», que tiene ocho traducciones diferentes. Entre 1917 y 1919, el editor de New York Tribune, William L. McPherson (1865-1929) tradujo diecisiete de sus cuentos, de los cuales, siete conformaron la antología Tales of Wartime France (1918). En el 2021, el escritor y editor de la editorial Alas de Cuervo, John Fredy Henao, tradujo al español veinticuatro cuentos que se publican en la antología Las puertas del Infierno (2021).

H. P. Lovecraft habló de él en su ensayo «El horror sobrenatural en la literatura» (1927).
Maurice Level participa del género del conte cruel (cuento cruel), en donde las emociones son desmenuzadas por medio de frustraciones, tormentos y horrores físicos. Los cuentos de este escritor contemporáneo fueron rápidamente adaptados en el teatro parisino de horror naturalista el Grand Guignol. En realidad, este genio francés está capacitado para tratar este tenebroso naturalismo. 
Por su parte, el escritor y crítico francés Philippe Gontier escribió: 
No podemos sino admirar, casi cien años después, el gran arte con el que Maurice Level fabricaba sus tramas, con qué cuidado modelaba todos los detalles de su desarrollo y cómo con mano de maestro manejaba la construcción del suspense.
Gracias a Lovecraft, Maurice Leven ha sido reconocido tanto en Estados Unidos como en Japón como maestro del terror, cuando él fue olvidado en su propio país, Francia, durante la mayor parte del siglo XX. Actualmente, su legado está cobrando vigencia y, además de la traducción al español por Alas de Cuervo, también fue traducido al turco en el 2021.

## Trabajos seleccionados en francés[citarequerida]
- L'épouvante: Roman (1908) novela.
- Les Portes de l'Enfer (1910). Historias cortas. Traducido como "Las puertas del Infierno" (2021). Editorial Alas de Cuervo.
- Les Oiseaux de nuit (1913). Historias cortas.
- Mado ou les mille joies du ménage (1914). Sketches de humor.
- Vivre pour la patrie (1917). Novela.
- L'Alouette: Roman (1918).
- Mado ou la Guerre à Paris (1919). Sketches de humor.
- Le Manteau d'arlequin: Roman (1919).
- Barrabas: Roman (1920).
- L'Ombre: Roman (1921). Novela.
- Le Crime: Roman (1921)
- Au pays du Tendre (1921)
- Les morts étranges (1921) Historias cortas.
- L'Île sans nom (1922)
- L'Ame de minuit (1923).
- La Cité des voleurs: Roman (1924).
- Le Marchand de secrets (1928).
- L'Egnime de Bellavista (1928) Precuela de "Le Marchand de secrets"
- Contes du Matin 1921-1924.
- Contes de guerre 1914-1922.
- Un maniaque et autres contes de l'Auto, 1904-1910.

## Traducciones al español
- Las puertas del Infierno (2021). Ed. Alas de Cuervo. Trad. John Fredy Henao Arias.[cita requerida]